# Кёлер, Рольф
Рольф Кёлер (нем. Rolf Köhler; 24 мая 1951, Гамбург — 16 сентября 2007, Гамбург) — немецкий певец, музыкант и музыкальный продюсер.

## Биография
Рольф Кёлер родился 24 мая 1951 года в Гамбурге, районе Альтона, в небогатой семье, в которой, кроме него самого был ещё и младший брат. Семья жила вблизи Балтийского моря, куда отец музыканта часто уходил в плавание, поэтому воспитание мальчиков ложилось на плечи их матери. Рольф практически самостоятельно освоил музыкальные инструменты (клавишные, ударные, гитары), обладая абсолютным слухом. В юности Рольф познакомился с Михаэлем Шольцем (когда Рольфу было 14, а Михаэлю 16), позднее с Детлефом Видеке, и их до самой смерти Рольфа связывала крепкая дружба и сотрудничество. 
Свою музыкальную деятельность Рольф Кёлер начал в 1970-х годах под псевдонимом Marc de Ville. Под этим именем он выпустил композиции «Walking Alone In The Rain», «California», «Mystery Woman» и другие, в альбоме «Don't Smile» в 1979 году спел две песни американского автора-исполнителя Джо Саута, одна из которых «Hush» ранее получила известность в 1968 году в исполнении английской группы Deep Purple. Рольф пел много немецких поп-произведений (включая Вестернхаген) и с многими международными хеви-метал группами (например, Saxon). Также он написал много коммерческих песен, например, «Wenns um Geld geht», «Tortella», «BIFI» и т. д.
Тем не менее, наиболее значимой в его карьере является работа в проекте Дитера Болена Modern Talking, для которого он записывал хоровые партии вместе с Шольцем, Видеке и Биргером Корляйсом (нем. Birger Corleis) (именно лид-вокальная партия Корляйса звучит в припеве песни Modern Talking «There's Too Much Blue In Missing You» , музыкант скончался 30 ноября 2012 года). Перед тем, как начать работать в Modern Talking трио Корляйс — Шольц — Кёлер под именем Straight Flush записали миньон с двумя песнями, где лид-вокальные партии спел Шольц.
Рольф Кёлер исполнил лид-вокальные партии практически во всех припевах Blue System, втором успешном проекте Дитера Болена, за исключением четырёх песен в альбоме Walking On A Rainbow («Gangster Love», «She's A Lady», «Emanuelle», «Big Boys Don't Cry»), одной в альбоме Twilight («Save Me»), одной в альбоме Déjà Vu («It's All Over», (на обложке альбома обозначен как ударник и басист)), одной в альбоме 21st Century («Venice In The Rain»), трех в альбоме X-Ten («If There's A God In Heaven», «Goodnight Marielin», «The Earth Will Move»), двух в альбоме Forever Blue («Marvin's Song», «It's More»), пяти в альбоме Body To Body («Body To Body», «It's For You», «Deeper Deeper», «Freedom» (голоса Рольфа, Детлефа и Дитера в куплетах), «Thank God It's Friday Night») и одной в альбоме Here I Am («Love Drive Me Crazy»).
Являлся до 2001 года бэк-вокалистом фактически всех проектов Дитера Болена (например, C. C. Catch).
Также исполнил лид-вокальную партию в песне группы London Boys — «Requiem» и частично в песнях «Put A Meaning In My Life», «Helpless» и «Dance Dance Dance», и присутствовал в качестве бэк-вокалиста практически во всех альбомах London Boys, так как его связывала дружба с их продюсером и автором песен Ральфом Рене Мауэ (нем. Ralf René Maué).
Принимал участие в качестве бэк-вокалиста у Саманты Фокс, Вики Леандрос, Weather Girls,  Мэри Рус и многих других.
Работал с такими немецкими музыкантами как Блонкер и Ахим Райхель. В качестве продюсера работал с Эдвином Старром и группой Solid Strangers. Вместе с продюсером Калле Траппом (нем. Kalle Trapp)  и композитором Сильвестром Леваем ( серб. Силвестер Левај) в 1987 году написал и спродюсировал пару композиций к сериалу AirWolf 2.
Работал постоянным бэк-вокалистом в метал группе Blind Guardian с 1989 по 2006 года. Также его бэк-вокал был в таких рок-группах, как Helloween, Uriah Heep, Grave Digger , Saxon, HammerFall, Freedom Call, Molly Hatchet, Gamma Ray, Iron Savior и др.
В 2003 году Кёлер с другими своими коллегами Детлефом Видеке, Михаэлем Шольцем и продюсером Томасом Видратом образовал группу Systems in Blue, успевшую выпустить два альбома — «Point Of No Return» и «Out Of The Blue» . В этот период трио сотрудничало в качестве авторов, бэк-вокалистов и продюсеров с такими исполнителями как Пэтти Райан и Марк Эшли. Кроме того, Кёлер был совладельцем Kario Music Studios и работал с Калле Траппом в различных рок- и хэви-метал-группах.
13 сентября 2007 года, во время телефонного разговора, у него случился инсульт. Рольф Кёлер был срочно госпитализирован, но 16 сентября 2007 года, после трёх дней безуспешной борьбы с недугом, не приходя в сознание, он скончался на 57-м году жизни. Прощание с Рольфом Кёлером состоялось 27 сентября, после чего он был кремирован, а его прах был развеян над Балтийским морем.

## Dirk Steffens
Участвовал в сольном проекте Дирка Стеффанса в альбоме The Seventh Step (1976), в качестве ударника и вокалиста вместе с Айаном Кассиком (бас, вокал). Лид-вокал Рольфа звучит в песнях «Just A Game», «Elysa», «Things & Thoughts» и «Ride On, Woman». В этом альбоме Рольф показал себя как отличный хард-роковый вокалист.

## Споры с Боленом
В 2001 году Рольф Кёлер, Михаэль Шольц, и Детлеф Видеке подали коллективный иск против BMG, так как чувствовали, что их работа над его проектами не была достаточно оплачена. В результате лейбл выплатил им по 100 тысяч немецких марок каждому. В 2002 году Кёлер, Шольц и Видеке записали пародийный сингл Dieter Talking — «Its Haahd Se Dieter Tuh Bie», в котором иронизировали над Боленом, используя в своих песнях записи его интервью.

## Собственный успех
Рольф Кёлер приобрёл известность в составе группы Systems in Blue, основанной на старом проекте Болена Blue System и выпустившей два музыкальных альбома, которые стали культовыми среди некоторых фанатов Modern Talking. В этих альбомах Рольф был лидер-вокалистом, соавтором и co-продюсером всего песенного материала.
Альбом «Out Of The Blue», второй и последний с участием Рольфа, вышедший через 7 месяцев после смерти музыканта, занял 60-е место в продажах на amazon.de.
За всю историю Systems in Blue с Рольфом был выпущен всего лишь один профессиональный видеоклип «A Thousand And One Nights».
Несколько концертов были даны группой в России и в Израиле.
Кёлер был членом «New Commix», «Lake», «Kentucky», «Toll House», «Ser», «Ian Cussick», «BLUE BLIZZ», «Wave» (с Видеке) и «Gnadenlos Platt». (во многих из этих групп Рольф был лидер-вокалистом).
В 1980-х годах он спродюсировал много успешных проектов в стиле диско, а именно: «Stag», «L’Affair», «C.Dorian», «Boo Who», , «Broken Dreams» — лид-вокал в этих проектах полностью принадлежит Кёлеру. Также были проекты «Tom Jackson», «Straight Flush» и др., где Рольф участвовал как бэк-вокалист и автор.
В альбоме Blind Guardian «Follow The Blind» 1989 года в песне «Barbara Ann» Кёлер исполнил куплет из песни Литтл Ричарда 1956 года «Long Tall Sally».
В начале альбома Grave Digger «Knights Of The Cross» 1998 года Рольф проговорил вступительные слова в треке «Deus Lo Vult».
В 2011 году звукозаписывающая фирма Tonschatz Musik к 60-летию со Дня Рождения Рольфа выпустила двойной альбом Rolf Köhler — «Do You Remember» & «In The Name Of Love»,  включающий в себя версии песен из альбома Марка Эшли «Heartbreak Boulevard», исполненные Рольфом, демо-версию песни для Пэтти Райан, немецкий вариант песни из альбома «Point Of No Return» Systems in Blue «Can't Stand The Pain» и минусовки всех песен из альбома «Point Of No Return», двух из альбома «Out Of The Blue», нескольких из альбома Марка Эшли «Heartbreak Boulevard» и одной с сингла Пэтти Райан.
Впоследствии в 2012 году на основе этого двойного альбома был выпущен сборник Systems in Blue «Voices From Beyond».